# Tsiliví
Tsiliví (grec moderne : Τσιλιβί), également connu sous le nom de Plános (grec moderne : Πλάνος), est une localité située dans le dème de Zante, dans le district régional de Zante, dans la périphérie des Îles Ioniennes, en Grèce.
Selon le recensement de 2021, elle compte 1 011 habitants.